# ヘラクレアの戦い
ヘラクレアの戦い(Battle of Heraclea)は、紀元前280年、共和政ローマから攻められた都市国家タレントゥム（ギリシア名：ターレス。紀元前272年にタレントゥムに改称）の要請を受けた、ピュロス王率いるエペイロス軍とローマ軍の間で行われた戦い。
ピュロスは多大な損失を受けながらもこれに辛勝し、タレントゥムを守りきった。

## 背景
タレントゥムはギリシアの植民地マグナ・グラエキアの一部だった。 タレントゥムの主な派閥のメンバー（フィロカリスやアイネシアスの下の民主主義者）はローマ人がタレントゥムに入るならギリシア人が独立性を失うという予想のもとにローマに反対していた。
タレントゥムのギリシア人は第3次サムニウム（サムニテス）戦争の後にローマ拡大を恐れるようになった。紀元前290年のサムニウムの降伏の後に、ローマ人はアプリアとルカニアに多くの植民市を設立した（ルカニアの中で最も重要な都市がウェヌシア（現在のヴェノーザ）だった）。
紀元前282年に、サムニウム人、ルカニア人、ブルティウム人、およびトゥリウム人に対する戦いの後に、ローマ軍はイタリアにあるギリシアの植民地クロトン、ロクリスとレギウムに入った。タレントゥムの民主主義者たちは、ローマがガリア、ルカニア、エトルリア、サムニウム、およびブルティウムとの戦争を終えればすぐに、彼らがタレントゥムにも入るのを予想していた。もうひとつタレントゥム人に影響を与えた出来事は、トゥリウムでは貴族的な派閥が権力を取って、ローマ守備隊を招き入れていたことだった（それまで全マグナ・グラエキア植民市の仲裁者だったタレンティウム人は深くこの事実を心配していた）。
タレントゥム第二の勢力だった貴族層はアギスに率いられていたが、彼はローマに降伏することには反対していなかった。そうなれば貴族層が権力を奪還できるだろうと思ったからである。しかし大衆の支持を失うことになるので、あからさまに降伏することもできなかった。紀元前282年の秋、タレントゥムの海に面した劇場でディオニュソスの祭りが行われている時に、兵士とトゥリウム駐屯兵への補給物資を載せたローマの船団がターラント湾に入ってきた。ローマはターラント湾に入港できないという条約に調印していたので、タレントゥム人はこの船団の入来に立腹して船団を出してローマ船を攻撃し、数隻を沈め一隻を拿捕した。
ローマに勝てる見込みはほとんどないとわかっていたので、タレントゥム人はエペイロス王ピュロスに救援を要請することにした。タレントゥムの陸軍および艦隊はトゥリウムに向かい、その地の民主主義者を助け貴族たちを追放した。トゥリウムのローマ駐屯兵も撤退した。
ローマは事態の解決と捕虜の返還を求めて外交使節団を派遣したが、交渉は打ち切られ、ローマはタレントゥムに宣戦を布告した。紀元前281年、指揮官ルキウス・アエミリウス・バルブラの率いるローマ軍団はタレントゥムに侵入、略奪を行った。タレントゥムもサムニウムとサレント人（en）の援軍を得て戦ったが、ローマ軍に敗北した。この戦いの後、ギリシア人はアギスを選出して休戦協定の調印と外交交渉を始めさせたが、エペイロスから指揮官ミロンが率いる3000の兵が到着し、交渉は中断した。ローマの執政官は退却し、ローマ軍は打撃を受けた。
ピュロスはタレントゥムに借りがあった（以前彼がコルキュラ島を征服する際に助力を得ていた）ので、援軍を送ることにしたのだった。またサムニウムやルカニア、ブルティウム、それにイリュリアのある部族からも援軍があてにできるだろうとわかっていた。彼の最終目標は、紀元前285年に失ったマケドニアを再征服することだったが、そのために必要な兵士を徴用できるだけの財力が当時のピュロスにはなかった。そこでまずタレントゥムを助け、それからシチリアに遠征してカルタゴを攻撃しようともくろんだのである。カルタゴとの戦いに勝利して南イタリアを占領すれば、マケドニアを征服できるだけの強力な軍隊を組織するのに十分な資金も得られるだろうと考えたのだった。

## 準備

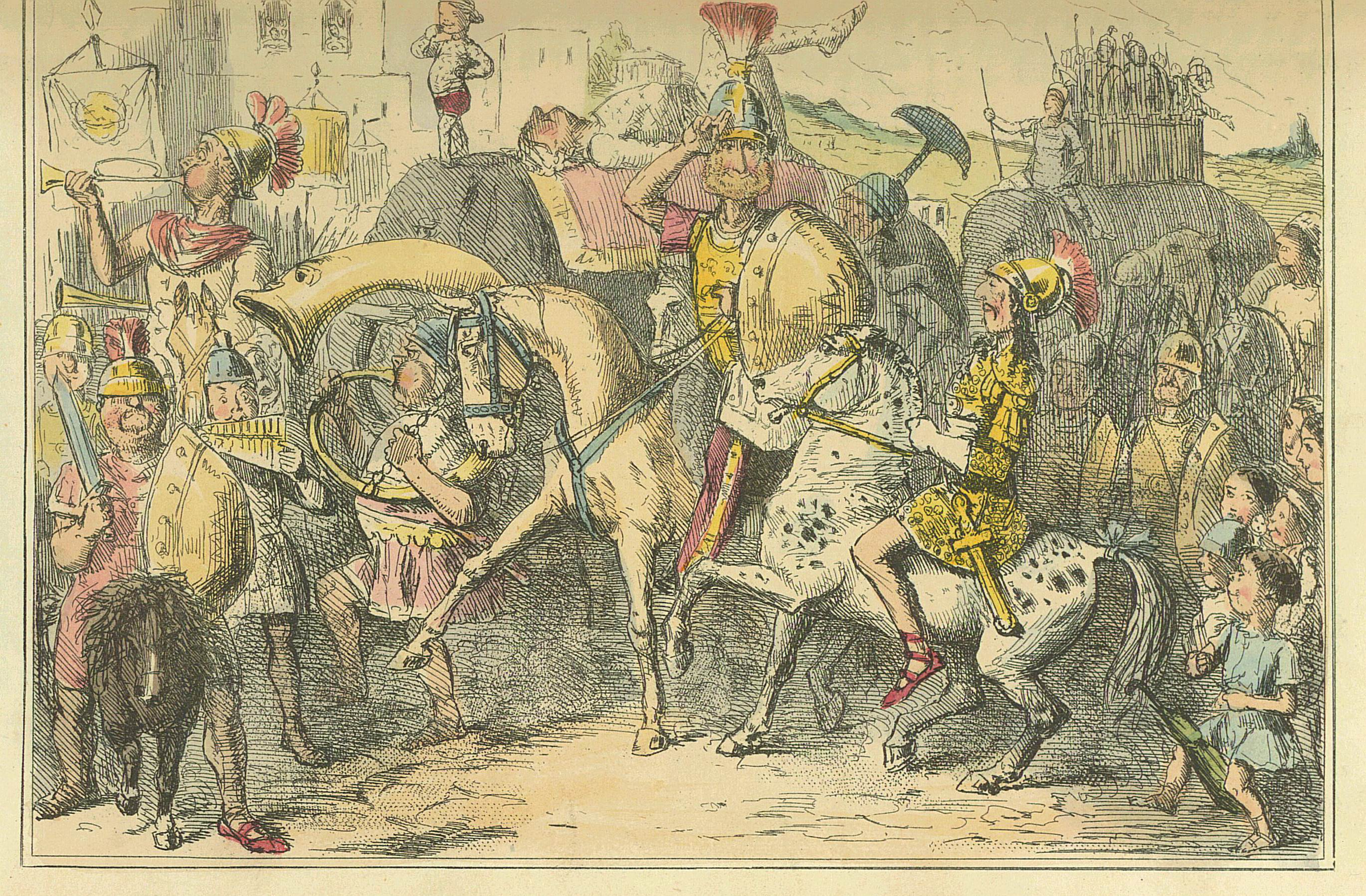
ピュロスと彼の兵士達はイタリアの戦争を生き残った。

エピルスを残す前に、ピュロスは、マケドニアのプトレマイオス・ケラウノスからいくらかの戦象を借りて、シリア王とアンティオキアのアンティゴノス2世から船とお金を要求した。また、エジプト王は、9,000人の軍人と戦象50匹を送ると約束した。そして、ピュロスはギリシアで軍人を編成した。
テッサリアからの騎兵、ロドスからの射手。
ギリシア人の支配者はエピロスとの戦争を避けたがっていた。このため、紀元前280年の春に、ピュロスはイタリア軍の損失なしで上陸出来た。
イタリアへのピュロスの到着を知った後に、ローマはアウクシリエラスで8個軍団（約80,000人）を動員した。彼らはそれを4つの軍隊に分割した。
- ピュロス軍がそれぞれ合流できないようにサムニウム軍とルカニア軍を分断するための1軍がベニシアに配置。
- ローマを確保するために後方に残された2軍。
- 古代エトルリア人とピュロスとの同盟を避けるためにエトルリアに対して進軍したチベリア領事コランカニウスの3軍。
- タレンティウムに進軍したパプリウス・バレリウス・リビウス司令官の4軍。また、彼らはルカニアを略奪した。

タレンティウスによって設立された都市、カラブリアのギリシアの植民地がピュロスに迎合することを防ごうという意味も持ってパブリウス・リビウスはヘラクレア (ルカニア)に向かって進んだ。その結果、これらの都市はローマに対しての敵対を避けた。

## 戦闘

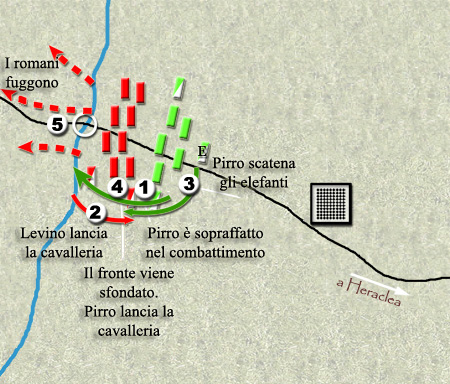
ヘラクレアの戦い・終盤戦
ピュロス軍
共和政ローマ軍

ピュロスは同盟国の援軍を待ちながらローマへの行軍を中止していた。援軍が間に合わないことを理解したとき、彼は、パンドシアとヘラクレアの間にあるシリス川付近の平野で戦端を開くことを決定した。ピュロスはそこで布陣してローマ軍を待っている間に、ローマ領事の外交官に南イタリアにおけるローマとの闘争を仲裁できるよう提案して伝令を送った。彼は、同盟国が裁判官としてピュロスを認定したと約束して、ローマ軍へ同じことを要求した。ローマ軍は、布陣していたシリス川（現：シンニ川）の右側で彼の要求を拒否し、平野に進軍した。
ピュロスがタレントゥムにどれくらいの軍を置いてきたかは不明だが、恐らくヘラクレアにおよそ25,000から35,000の軍がいた。ピュロスはローマ軍が渡河に要する苦労と時間の浪費を目論み、シリス川の左側に位置していた。ピュロス軍の騎兵と戦象軍団は、ローマ軍の渡河の開始と接近を知らせるために川の近くにいくつかの軽歩兵を置いていた。ルキウス・ワレリウスは、多くの騎兵（小盾兵、英: peltasts）と槍兵を含むおよそ3万人の軍団を擁していた。 史上でも珍しく、戦争で2つの非常に異なった戦力が衝突した（ローマ軍勢対古代マケドニア軍（マケドニア・ファランクス））。
夜明けに、ローマ軍はシリス川の渡河を開始した。 ローマ騎兵は斥候隊と軽歩兵の側面を攻撃した（軽歩兵は、何とか逃げ延びた）。
ピュロスは、ローマ軍の渡河を開始を知ると同時に、マケドニア人とテッサリア人騎兵へローマ騎兵を攻撃するように命令した。彼の斥候隊、弓兵、および重歩兵は進軍を開始し、エピロテ騎兵は、首尾よくローマ戦闘隊形を中断して退却した。ピュロスの射手と小盾兵は射撃と方陣の攻撃を開始した。歩兵線の長さはローマ軍の近くにあった。ピュロスには、少数における小回りの利く利点があったが、方陣はローマ軍勢より深い形だった。
方陣は、7回の攻勢を行ったが、ピュロスの軍勢に対して失敗した。それはそれまでに遭遇したことがなかった強敵だった。ローマ軍も7回の攻勢を行ったが、ファランクスを破壊することは出来なかった。戦いは膠着した。戦いがそのように膠着するようになったので、ピュロスは鎧と兜に着替えた。状況の大きさを理解し、ピュロスは前線に乗り出した。ピュロス軍は決意を強め、戦いは熾烈を極めた。
どんな戦備も得ることが出来ないまま、ピュロスは後陣にあった戦象を配備した。ローマ騎兵はあまりに強くピュロスの側面を脅かしていた。今まで見たこともなかったこの巨大で奇妙な動物の前に、馬は脅えて騎兵を放り出して逃げ出し、ローマ軍勢は総崩れになった。ピュロスはテッサリア人騎兵を混乱しているローマ軍勢へ投入した（これでローマ軍の敗北を決した）。ローマ軍は渡河して退却し、ピュロスは防衛に成功した。
ディオニシウスの意見では、ローマ軍は、1万5000人の軍人を失って、数千人が捕虜にされた。ヒエロニムスは7,000人と推測している。ヒエロニムスによると、ディオニシウスはおよそ1万3000人の軍人と4,000人のピュロスの損失を合計した。数値は異なるが、各歴史家はいずれもローマに対してピュロスが勝利したとしている。

### 戦闘指示の推移
この戦いでの双方の戦闘指示の推移はこちらを参照のこと（英語）。

#### エペイロス軍とタラントゥム軍
指揮官: ピュロス
- 3,000のヒュパスピステス
- 20,000のマケドニア人ファランクス、プトレマイオス朝から送られたエピロテからの5,000人のマケドニア兵
- 6,000のタレントゥス人
- 4,000の騎兵、テッサリア騎兵1000
- 2,000の射手
- 500のロドス兵
- 20の戦象と戦象乗車

#### 共和政ローマ軍
指揮官: プブリウス・ウァレリウス・ラエウィヌス
- 20,000のローマ人から成る4軍団
- 16,800の同盟軍4個軍団
- 2,400の軽歩兵、ブルッティウム人とカンパニア人
- 1,200のローマ騎兵
- 3,600の同盟軍騎兵
- 1,200の軽騎兵、南イタリア人

これらは守備兵で戦闘に参加していない人間も含まれる。